# Hedgewars
Hedgewars es un videojuego de estrategia por turnos basado en la popular saga Worms pero con erizos rosados en lugar de gusanos. El objetivo del juego es derrotar al resto de equipos participantes usando diversas armas, herramientas y la ventaja táctica del terreno.

## Descripción del juego
Cada jugador controla un equipo de varios erizos. Durante el transcurso del juego los jugadores se turnan con uno de sus erizos. Entonces usan cualquier arma o herramienta a su disposición para atacar y matar a los erizos enemigos, ganando así el juego. Los erizos pueden moverse por el terreno de diferentes maneras, normalmente andando y saltando, pero también usando herramientas especiales como la "Cuerda" o el "Paracaídas" para alcanzar áreas inaccesibles de otras formas. Cada turno tiene una duración limitada para asegurar que los jugadores no retrasan el juego pensando o moviéndose en exceso.
Una gran variedad de armas y herramientas están disponibles en el juego: Granada, Granada de fragmentación, Bazuca, OVNI, Escopeta, Desert Eagle, Puño de fuego, Bate de béisbol, Dinamita, Mina, Cuerda, Taladro neumático y Paracaídas, entre otros. La mayoría de las armas causan explosiones que deforman el terreno al ser usadas, destruyendo porciones circulares del mismo. El mapa es una isla flotando agua o una cueva con agua en el fondo. Un erizo muere cuando cae al agua (tanto precipitándose por los bordes de la isla como a través de un agujero en su interior), es arrojado fuera del mapa a través de cualquiera de sus límites o cuando su medidor de salud baja hasta 0, generalmente debido a explosiones (el daño recibido por el erizo o erizos se muestra una vez ha cesado todo movimiento en el mapa).

## Desarrollo
Hedgewars ha sido desarrollado usando diversos lenguajes de programación, entre los que se incluyen:
- Pascal - Motor de juego.
- C++ - Interfaz gráfica.
- Haskell - Servidor.
- Lua - Misiones y mapas especiales.

Adicionalmente, la interfaz gráfica ha sido programada usando las librerías SDL y Qt4.

### Contribuidores
El equipo de desarrollo de Hedgewars consiste en 6 programadores«FireForge.net: Hedgewars - turn based strategy game: Список участников проекта». Archivado desde el original el 17 de abril de 2009. Consultado el 2009.</ref> y un diseñador gráfico:
- unC0Rr (Andrey Korotaev) - Programador principal.
- displacer (Igor Ulyanov) - Programador.
- nemo (Derek Pomery)      - Programador.
- sheepluva                - Programador.
- mikade                   - Programador en .LUA.
- Tiyuri - Gráficos.

El desarrollo ha sido detenido debido a que 3 desarrolladores se retiraron de Hedgewars Página oficial
Al retirarse se llevaron consigo las licencias de autor, por lo tanto no se puede trabajar más hasta 5 de abril de 2018.

## Historial de versiones
- 0.9.23- Liberado el 12 de noviembre de 2015.

Página oficial
- 0.9.20 - Liberado el 25 de diciembre de 2013.[2]
- 0.9.19 - Liberado el 30 de mayo de 2013.[2]
- 0.9.18 - Liberado el 31 de octubre de 2012.[2]
- 0.9.17 - Liberado el 19 de noviembre de 2011.[2]
- 0.9.15 - Liberado el 28 de diciembre de 2010.[2]
- 0.9.14.1 - Liberado el 14 de noviembre de 2010.[2]
- 0.9.14 - Liberado el 14 de noviembre de 2010.[2]
- 0.9.13 - Liberado el 3 de abril de 2010.[2]
- 0.9.12 - Liberado el 18 de octubre de 2009.[2]
- 0.9.11 - Liberado el 24 de mayo de 2009.[2]
- 0.9.10 - Liberado el 13 de abril de 2009.[2]
- 0.9.9  - Liberado el 19 de enero de 2009.[2]
- 0.9.8  - Liberado el 6 de enero de 2009.[2]
- 0.9.7  - Liberado el 31 de octubre de 2008.[2]
- 0.9.6  - Liberado el 29 de julio de 2008.[2]
- 0.9.5  - Liberado el 8 de julio de 2008.[2]
- 0.9.4  - Liberado el 22 de junio de 2008.[2]